# Kabbe-Süd
Kabbe-Süd ist seit 2013 ein Wahlkreis in der Region Sambesi im Nordosten Namibia. Verwaltungssitz ist die Ansiedlung Nakabolelwa. Der Wahlkreis hat (Stand 2023) 11.345 Einwohner auf einer Fläche von 1258 km².

## Wahlen
| Wahl   | Name              | Partei | Stimmenanteil |
| ------ | ----------------- | ------ | ------------- |
| 1992   |                   |        |               |
| 1998 2 | Peter Mwala       | SWAPO  | o. W. 1       |
| 2004 2 | Peter Mwala       | SWAPO  | 98,4 %        |
| 2010 2 | Raphael Mbala     | SWAPO  | 96,6 %        |
| 2015   | Musialela Likando | SWAPO  | 96,3 %        |
| 2020   | John Likando      | SWAPO  | 89,9 %        |